# Denys Monastyrsky
Denys Anatoliïovytch Monastyrsky (en ukrainien : Денис Анатолійович Монастирський), né le 12 juin 1980 à Khmelnytskyï et mort le 18 janvier 2023 à Brovary près de Kiev, est un avocat et homme politique ukrainien.
Il est député (2019 - 2023) ainsi que ministre de l'Intérieur (2021 - 2023) de l'Ukraine.

## Biographie

### Jeunesse et formation
Diplômé de l'université de Khmelnytskyï de management et de droit et de l'institut Koretsky d'État de l'Académie nationale des sciences d'Ukraine, Denys Monastyrsky est docteur en droit.

### Carrière politique
En 2019, Denys Monastyrsky est élu député sous l'étiquette Serviteur du peuple, le parti du président Volodymyr Zelensky.
Il devient ministre de l'Intérieur le 16 juillet 2021 dans le gouvernement Chmyhal, où il succède à Arsen Avakov, démissionnaire.

### Mort
Denys Monastyrsky meurt le 18 janvier 2023 quand l'hélicoptère qui le transportait s'écrase sur une école maternelle et cause la mort de plusieurs personnes. Cette chute survient assez loin des zones de combat de la guerre russo-ukrainienne : selon les données préliminaires de l'enquête, il pourrait s'agir d'une chute accidentelle due au brouillard. La direction du ministère est confiée au chef de la police ukrainienne.